# Aiolopus meruensis
Aiolopus meruensis är en insektsart som beskrevs av Sjöstedt 1909. Aiolopus meruensis ingår i släktet Aiolopus och familjen gräshoppor. Inga underarter finns listade i Catalogue of Life.